# Eurhinosaurus
Eurhinosaurus ('lagarto de buena nariz') es un género extinto de ictiosaurio del Jurásico Temprano (Sinemuriano a Toarciano) de Europa, descubierto en Inglaterra y Alemania, el Benelux, Francia y Suiza). Era un animal grande, sobrepasando los 6 m de largo.

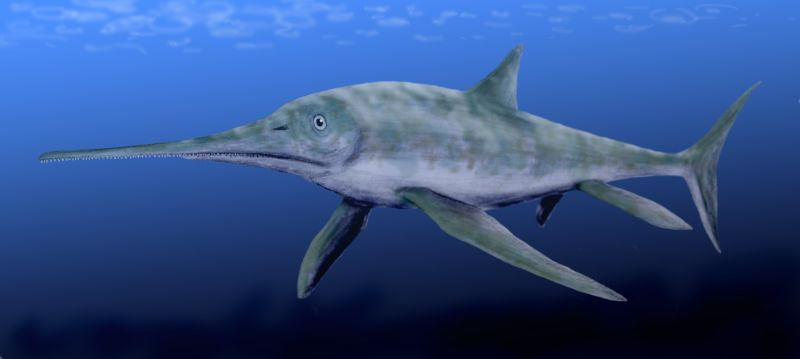
Reconstrucción en vida de Eurhinosaurus, notése la mandíbula superior alargada

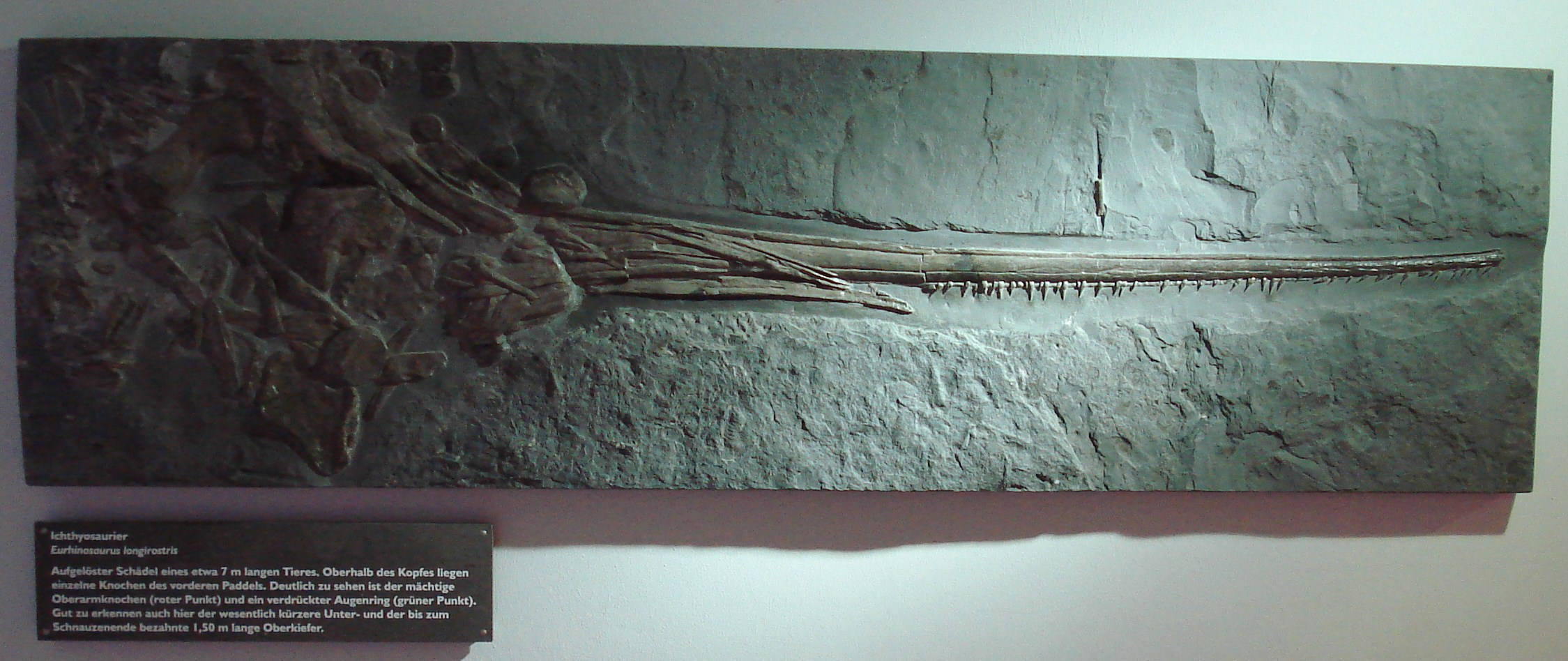
Cráneo

## Paleobiología
Eurhinosaurus lucía como otros ictiosaurios, con un cuerpo similar al de un pez que incluía una aleta dorsal y una aleta caudal, y unos grandes ojos, pero tenía una característica disntitiva que lo apartaba de otras especies de ictiosaurios. Su mandíbula superior era el doble de largo que la inferior y estaba cubierta con dientes apuntando a los lados, como el pez sierra. Pudo haber usado su mandíbula para buscar presas entre la vegetación marina en los fondos oceánicos moviéndola de lado a lado contra el suelo como los peces-sierra, o para apuñalar violentamente hasta la muerte a sus presas como los peces espada, peces vela y los marlines. Curiosamente, un cetáceo del periodo Mioceno, el Eurhinodelphis, también desarrolló una estructura similar en sus mandíbulas.